# Monostiolum atlanticum
Monostiolum atlanticum is een slakkensoort uit de familie van de Buccinidae. De wetenschappelijke naam van de soort is voor het eerst geldig gepubliceerd in 1970 door Coelho, Matthews & Cardoso.